# 柚木伸介 (レーサー)
柚木 伸介（ゆのき のぶゆき、1975年10月15日 - ）は、バイクレーサー。大阪府生まれ。青春時代を神戸で過ごす。
国内最高峰のモーターサイクル・ロードレースである全日本ロードレース選手権に出場中。
高校時代よりバイク雑誌「モトチャンプ」主催のミニバイクレースに出場し始め、好成績を収める。
その後1995年より全日本ロードレース選手権に参戦。GP125クラス、GP250クラスを経験し、2006年からJSB1000クラスに出場。
2000年には、ツインリンクもてぎで開催されたMotoGP（ロードレース世界選手権）日本グランプリ・GP125クラスにワイルドカードで出場。予選9位と健闘するも、決勝で4位まで順位を上げた後に、惜しくも転倒、リタイヤ(1周目)。
2001年、映画・テレビCM制作会社である株式会社ロボットとJhaレーシングとのコラボレーションにより誕生したROBOT racing/Jhaにメインレーサーとして所属し、GP250クラスに2年間出場。この期間中、実際のレース用バイクが、株式会社ロボットが制作した映画「Returner」（金城武主演）の宣伝ツールとして使用された。（渋谷の街頭にバイクが展示された。）
2005年、鈴鹿8時間耐久ロードレースに参戦し、「Honda爽風会鈴鹿レーシングチーム29」から加藤直樹選手と組んで出場。
2006年、鈴鹿8時間耐久ロードレースに参戦。「Honda鈴鹿レーシングチーム」から、荒川智樹選手と出場。
予選21位、決勝19位で完走。
2007年、鈴鹿8時間耐久ロードレースに参戦。「Honda鈴鹿レーシングチーム」から、荒川智樹選手と出場。
予選23位、決勝12位で完走。
2008年、鈴鹿8時間耐久ロードレースに参戦。「Honda鈴鹿レーシングチーム」から、森井威綱選手、浪平伊織選手と出場。
予選12位、決勝16位で完走。
2009年、鈴鹿8時間耐久ロードレースに参戦。「Honda鈴鹿レーシングチーム」から、森井威綱選手、浪平伊織選手と出場。
予選13位でスタートし、決勝では一時4位まで順位を上げるも109周目のホームストレートエンドで転倒。
一時意識不明の重体となる。
その後懸命のリハビリにより、ほぼ普通の日常生活を送れるほどに回復。
現在、本田技研工業のクラブチームである「Honda鈴鹿レーシングチーム」に所属。

## プロフィール
- ホームタウン 兵庫県神戸市
- 所在 三重県鈴鹿市
- ニックネーム ゆのぽん
- チーム名 Honda鈴鹿レーシングチーム

## 戦歴
- 1998 ウエストエリアGP125チャンピオン
- 1999 全日本選手権GP125ランキング9位
- 2000 全日本選手権GP125ランキング2位（2勝）
- 2001 全日本選手権GP250参戦
- 2002 全日本選手権GP250ランキング23位
- 2003 全日本選手権GP125ランキング12位
- 2004 全日本選手権GP125ランキング7位
- 2005 全日本選手権GP125ランキング6位
- 2006 全日本選手権JSB1000参戦
- 2006 鈴鹿8時間耐久ロードレース  予選21位 決勝19位
- 2007 鈴鹿8時間耐久ロードレース　予選23位 決勝12位
- 2008 鈴鹿8時間耐久ロードレース　予選12位 決勝16位
- 2009 鈴鹿8時間耐久ロードレース　予選13位 決勝109周目リタイヤ